# HD96707
HD96707 — хімічно пекулярна зоря спектрального класу A8, що має видиму зоряну величину в смузі V приблизно  6,1.
Вона  розташована на відстані близько 355,3 світлових років від Сонця.

## Фізичні характеристики
Зоря HD96707 обертається 
порівняно повільно 
навколо своєї осі. Проєкція її екваторіальної швидкості на промінь зору становить  Vsin(i)= 42км/сек.

## Магнітне поле
Спектр даної зорі вказує на наявність магнітного поля у її зоряній атмосфері.
Напруженість повздовжної компоненти поля оціненої з аналізу
наявних ліній металів
становить 1333,7± 891,1 Гаус.